# Kabiru Akinsola
Kabiru Akinsola Olarewaju (n. 21 ianuarie 1991, Statul Imo) este un fotbalist nigerian, care evoluează pe postul de atacant la clubul din țara sa natală, Sunshine Stars.

## Cariera de club
Pe data de 6 ianuarie 2009, Étoile Sportive anunța transferul atacantului de 18 ani Akinsola, care acceptase un contract pe 5 ani cu echipa din Tunisia. Totuși, debutul său a întârziat, din pricina prezenței sale la Campionatul African de Tineret din Kigali.
Akinsola avea, se pare, mai multe cluburi interesate de semnătura sa, însă a decis să continue la clubul tunisian împreună cu un alt nigerian, Emeka Opara. Pe 31 ianuarie, însă, schimbă cluburile din nou, semnând un contract pe 3+2 ani cu echipa spaniolă UD Salamanca, jucând rar în cele două sezoane de Segunda División, prima sa apariție fiind pe data de 9 mai, din cauza unor probleme birocratice. De asemenea, a stat câteva săptămâni pe bancă din cauza unei accidentări la coapsă.
În vara lui 2010, Akinsola a rămas în Spania însă a involuat către Segunda División B, transferându-se la Zamora CF. A continuat să joace în următorii ani sub împrumutul echipei Granada la Cádiz CF și FC Cartagena, fiind transferat mai apoi de CE L'Hospitalet, după ultimul său împrumut, în Cipru, la Doxa Katokopia.
După ultimul său sezon în Spania, la L'Hospitalet, Akinsola ajunge în Liga I, la CSMS Iași, fiind adus de Ionuț Chirilă. Odată cu plecarea acestuia, Akinsola se desparte de clubul ieșean și semnează un contract cu clubul din țara sa natală, Sunshine Stars.

## Cariera internațională
Akinsola a ajuns cunoscut pentru prima oară evoluând pentru Nigeria U-17 în Togo, la Campionatul African de Tineret, înscriind golul decisiv din ultimul meci.
Și-a reprezentat țara la CM 2007 U-17 din Coreea de Sud, câștigând competiția cu Vulturii de Aur.

## Palmares
- Campionatul Mondial de Fotbal Under-17: 2007